# ان‌جی‌سی ۶۷۱۷
ان‌جی‌سی ۶۷۱۷ (انگلیسی: NGC 6717) نام یک کهکشان است.